# Testosterone 17beta-deidrogenasi (NADP+)
La testosterone 17beta-deidrogenasi (NADP+) è un enzima appartenente alla classe delle ossidoreduttasi, che catalizza la seguente reazione:
testosterone + NADP+ ⇄ androst-4-ene-3,17-dione + NADPH + H+
L'enzima ossida anche il 3-idrossiesobarbitale a 3-ossoesobarbitale.